# Splittergattung
Als Splittergattung wird im Eisenbahnbetrieb eine nur durch ein oder wenige Exemplare vertretene Gattung von Schienenfahrzeugen bezeichnet.
Kennzeichnend für Splittergattungen sind hohe Kosten durch das Vorhalten unüblicher Ersatzteile, logistische Schwierigkeiten und zusätzlicher Ausbildungsbedarf beim Betriebs- und Fahrpersonal. Daraus resultiert eine geringere Freizügigkeit des Einsatzes. Fahrzeuge von Splittergattungen werden daher meist nach kürzerem Gebrauch ausgemustert als Standardgattungen mit großem Bestand.